# Aspidium lorentzii
Aspidium lorentzii là một loài dương xỉ trong họ Tectariaceae. Loài này được Hieron. mô tả khoa học đầu tiên năm 1896.
Danh pháp khoa học của loài này chưa được làm sáng tỏ. 